# ヘレン・スレイター
ヘレン・スレイター（Helen Slater 1963年12月15日-）はアメリカ合衆国の俳優（女優・歌手）。ニューヨーク州ロングアイランド出身。

## 経歴
父親はワシントンの放送局局長。ユダヤ系。15歳から地方巡回劇団で演技を始める。マンハッタンのセレブ御用達で有名な高校パフォーミング・アーツに入学。在学中からCMモデルとなり、1984年のSF映画『スーパーガール』のオーディションで約600人の候補者から主役の座を獲得した。
日本のテレビCMにも出演しており、1984年にテレビで流れた「バイオミンX」のCMでは、自らスーパーガールの衣装のままプールから出てきて上空に飛び立つシーンがゆっくり流れていた。CM撮影の時、ヘレン・スレイター自らスーパーガールの衣装(赤のマント、赤のミニスカート付きの青色の長袖レオタード、黄色のベルト、赤のブーツトップス)に着替え、身体にワイヤーロープを取り付けた後はそのままプールに入った。プールの中で長時間潜りながら上空に向かって飛ぶポーズをつくり、その状態のまま上にゆっくり吊るし上げられ、プールから出てきても微動だにせず、全身びしょ濡れになりながらポーズをとり続けた。
続く『殺したい女』『摩天楼はバラ色に』の2作品ではコメディもこなし興業的にも成功した。しかし日本国内では未公開作が多い。本国アメリカでは定期的にTVドラマなどに出演。1992年のテレビアニメシリーズ『バットマン』では声優として参加した。1993年『危険な薔薇の吐息』で初ヌードを披露。
2003年には堪能なピアニストでもある経験を生かして歌手としての初アルバム『ONE OF THESE DAYS』をリリース、2005年には『CROSSWORD』を発表。フォークやジャズを優雅に歌いこなすという才能を見せている。

### 私生活
1990年に監督・脚本家・俳優であるRobert Watzkeと結婚、1995年に娘が生まれている。

## 主な出演作品

### 映画
| 公開年 | 邦題 原題                                    | 役名                          | 備考       |
| ------ | -------------------------------------------- | ----------------------------- | ---------- |
| 1984   | スーパーガール Supergirl                     | スーパーガール / リンダ・リー |            |
| 1985   | ビリージーンの伝説 The Legend of Billie Jean | ビリー・ジーン                |            |
| 1986   | 殺したい女 Ruthless People                   | サンディ・ケスラー            |            |
| 1987   | 摩天楼はバラ色に The Secret of My Success    | クリスティ・ウィルズ          |            |
| 1988   | スティッキー・フィンガーズ Sticky Fingers    | ハティ                        |            |
| 1988   | ハッピー・トゥギャザー Happy Together        | アレクサンドラ・ペイジ        |            |
| 1990   | グレート・エアレース The Great Air Race      | ジャック                      | テレビ映画 |
| 1991   | シティ・スリッカーズ City Slickers           | ボニー                        |            |
| 1993   | 殺人病棟 Betrayal of the Dove                | エリー・ウェスト              |            |
| 1993   | タイムアクセル12:01 12:01                    | リサ・フレデリクス            | テレビ映画 |
| 1993   | 危険な薔薇の吐息 A House in the Hills        | アレックス                    |            |
| 1994   | 名犬ラッシー Lassie                          | ローラ・タナー                |            |
| 1995   | NO WAY BACK 逃走遊戯 No Way Back             | メリー                        |            |
| 2011   | ビューティフル・ウェーブ Beautiful Wave      | ジェーン                      |            |
| 2013   | The Good Mother                              | Cheryl                        | テレビ映画 |

### テレビシリーズ
| 放映年    | 邦題 原題                                                    | 役名                     | 備考                           |
| --------- | ------------------------------------------------------------ | ------------------------ | ------------------------------ |
| 1990      | Capital News                                                 | アン・マッキナ           | 13エピソード                   |
| 1992      | となりのサインフェルド Seinfeld                              | ベッキー                 | 1エピソード                    |
| 2001      | ウィル&グレイス Will & Grace                                 | ペギー・トルーマン       | 1エピソード                    |
| 2003      | ボストン・パブリック Boston Public                           | マクニール夫人           | 1エピソード                    |
| 2004      | LAW & ORDER:性犯罪特捜班 Law & Order: Special Victims Unit   | スーザン・コイル         | 1エピソード                    |
| 2005      | グレイズ・アナトミー 恋の解剖学 Grey's Anatomy               | ナディア・シェルトン     | 1エピソード                    |
| 2007      | 女検死医ジョーダン Crossing Jordan                           | エレイン                 | 1エピソード                    |
| 2007-2010 | ヤング・スーパーマン Smallville                              | ラーラ・エル             | 3エピソード                    |
| 2009      | スーパーナチュラル Supernatural                              | スーザン・カーター       | 1エピソード                    |
| 2009      | イレブンス・アワー Eleventh Hour                             | スーザン・ウェイン       | 1エピソード                    |
| 2009      | GREEK 〜ときめき★キャンパスライフ Greek                      | Dr. Magda Stephanopoulos | 1エピソード                    |
| 2010      | CSI:ニューヨーク CSI: NY                                     | エリザベス・ハリス       | 第7シーズン第6話「操られた心」 |
| 2010-2011 | Gigantic                                                     | ジェニファー・ブルックス | 10エピソード                   |
| 2011      | プライベート・プラクティス 迷えるオトナたち Private Practice | エリン                   | 1エピソード                    |
| 2011      | 私はラブ・リーガル Drop Dead Diva                            | ペニー                   | 第3シーズン第1話「悲しき友情」 |
| 2011-2013 | ライイング・ゲーム もうひとりの私 The Lying Game             | クリスティン             | 30エピソード                   |
| 2015      | MAD MEN マッドマン Mad Men                                   | Sheila                   | 1エピソード                    |
| 2015-     | SUPERGIRL/スーパーガール Supergirl                           | イライザ・ダンバース     | 12エピソード                   |

## 参照
1. ↑  Helen Slater Biography (1963–)
2. ↑  Helen Slater